# Virgin Steele (альбом)
Virgin Steele — дебютный студийный альбом американской хеви-метал-группы Virgin Steele, вышедший в 1982 году.

## Список композиций
1. «Minuet in G Minor/Danger Zone» (DeFeis/Starr) — 4:29
2. «American Girl» (Starr) — 2:51
3. «Dead End Kids» (DeFeis/Starr) — 3:25
4. «Drive on Thru» (Starr) — 3:11
5. «Still in Love With You» (DeFeis/Starr) — 6:17
6. «Children of the Storm» (DeFeis/Starr) — 2:26
7. «Pictures on You» (DeFeis/Starr/O’Reilly/Ayvazian) — 3:29
8. «Pulverizer» (Starr) — 2:10
9. «Living in Sin» (DeFeis/Starr) — 3:49
10. «Virgin Steele» (DeFeis/Starr) — 4:39

### 2002 Bonus Tracks
1. «The Lesson» — 5:58 (Demo)
2. «Life of Crime» — 4:29 (Demo)
3. «Burn the Sun» — 4:06 (Demo)
4. «American Girl» — 2:52
5. «Lothlorien» — 2:08
6. «Dead End Kids» — 3:28 (New Mix)
7. «Drive on Thru» — 3:12
8. «Living in Sin» — 3:46

## Участники записи
- Дэвид ДеФейс — вокал, клавишные
- Jack Starr — гитара
- Joe O'Reilly — бас-гитара
- Joey Ayvazian — ударные